# Шалавенки
Шалаве́нки (рос. Шалавенки) — присілок у Воткінському районі Удмуртії, Росія.
Населення становить 2 осіб (2010, 2 у 2002).
Національний склад (2002):
- росіяни — 100 %

Урбаноніми:
- вулиці — Польова